# Twynholm
Twynholm är en ort i Storbritannien.   Den ligger i kommunen Dumfries and Galloway och riksdelen Skottland, i den centrala delen av landet, 500 km nordväst om huvudstaden London. Twynholm ligger 71 meter över havet och antalet invånare är 119.
Terrängen runt Twynholm är platt åt sydost, men åt nordväst är den kuperad. Terrängen runt Twynholm sluttar söderut. Runt Twynholm är det ganska glesbefolkat, med 31 invånare per kvadratkilometer. Närmaste större samhälle är Kirkcudbright, 3,8 km sydost om Twynholm. Trakten runt Twynholm består i huvudsak av gräsmarker.